# 12262 Nishio
12262 Nishio este un asteroid din centura principală de asteroizi.

## Descriere
12262 Nishio este un asteroid din centura principală de asteroizi. A fost descoperit pe 21 octombrie 1989 la Kitami de Kin Endate și Kazuro Watanabe. Asteroidul prezintă o orbită caracterizată de o semiaxă mare de 2,78 ua, o excentricitate de 0,14 și o înclinație de 5,4° în raport cu ecliptica.